# Миноносцы типа G-174
Миноносцы типа G-174 — тип эскадренных миноносцев (по официальной классификации — больших миноносцев), состоявший на вооружении Военно-морского флота Германии в период Первой мировой войны. Всего было построено 2 миноносца этого типа (по программе 1909 года).

## Энергетическая установка
На кораблях типа в качестве ГЭУ была установлена две  паровые турбины Парсонса мощностью 15 000 л. с., состоящая из трёх военно-морских угольных и одного военно-морского нефтяного котла. Максимальные запасы топлива на эсминцах типа составляли 145 тонн угля и 80 тонн нефти.

## Вооружение
Миноносцы вооружались 2х1 88-мм орудиями. Торпедное вооружение эсминцев состояло из 4x1 500-мм торпедных аппаратов.

## Список миноносцев типа[3]
| Название | Дата закладки | Дата спуска на воду | Дата вступления в состав флота | Примечания                                  |
| -------- | ------------- | ------------------- | ------------------------------ | ------------------------------------------- |
| G-174    | 1909          | 8 января 1910       | 6 июля 1910                    | Исключён из списков флота 20 августа 1920.  |
| G-175    | 1909          | 24 февраля 1910     | 4 декабря 1910                 | Исключён из списков флота 23 сентября 1926. |